# カイザーギドラ
カイザーギドラは、映画『ゴジラ FINAL WARS』に登場する架空の怪獣。本項目では、その前身であるモンスターXについても扱う。
なお、記事としての分類上では、東宝怪獣のキングギドラの亜種怪獣とされる。

## 概要
X星人の切り札のような存在で、対ゴジラ用の最終兵器ともいえる宇宙怪獣である。
モンスターXもカイザーギドラも、デザインは寺田克也が担当。造形の若狭新一は、前年に別の作品でも寺田によるデザインの立体化を手掛けたが、自身の力不足であまりうまくいかなかったといい、本作品では特にこの2体に注力したという。

## モンスターX
白い骨質のパーツが黒い筋肉質の体の上に付いており、2本の角が生えた頭部に加え、人間と同様に指は5本、両肩には縦に2等分した骸骨の顔がついている。体色は銀色と黒色で、細い尻尾の先端は二股に分かれている。
ゴジラ以上のパワーとスピードを持ち、3本の頭部の4つの赤眼から同時に放たれる引力光線デストロイド・サンダーは、ゴジラの放射熱線に匹敵する威力を持つ。また、燃えた隕石の高熱にも耐えられる。
知能は高く、ガイガンと連携したりするが、ゴジラを取り押さえた際には誤ってガイガンのチェーンソーで斬りつけられるほか、背後からモスラにラリアットでガイガンともども突き倒されるといった展開もある。
南極にて復活したゴジラにガイガンが倒されたあと、X星人統制官が母星から呼び寄せた隕石に乗って宇宙から飛来する。東京上空でゴジラのハイパースパイラル熱線によって隕石が爆破されたあと、宙に浮かぶように舞い降り、隕石落下時の衝撃で廃墟と化した東京にてゴジラと戦う。高々とジャンプして高速でスピンしながら上記の尻尾を鞭のように顔へ打ち付け、組み付いた状態から腕をひねって持ち上げたりといった、ゴジラを上回るスタミナとスピードを活かした格闘スタイルを披露して苦しめる。また、至近距離で放射熱線を顔面に受けてダメージを負いながらもすぐに引力光線デストロイド・サンダーで反撃に転じる。
さらに改造ガイガンとタッグを組み、ゴジラを挟み撃ちにして戦いを優勢に進めていくが、インファント島から飛来したモスラによって改造ガイガンは倒され、モンスターXもゴジラにマウントポジションで組み伏せられ、連続殴打される。

### 制作（モンスターX）
デザイン
デザインは、骨（外骨格）がモチーフ。肉付きがいいキングギドラに反して死んでいるような感じで骨となるうえ、変身することで蘇ってゴジラと戦い、生身になって倒されるというイメージであったという。地味な人間体型にすることであえて違和感を感じさせ、ギドラ化することで派手になっている。キングギドラは光線で戦うことが多く、大きいために動けないことから、寺田はプロレスにはならないと思い、最初にプロレスが可能な二本足形態のモンスターXをデザインし、それがキングギドラに変身することとなった。当初からキングギドラへの変身を匂わせるため、頭を両肩にも付けて尻尾も2本にしている。金色のキングギドラに対し、モンスターXは銀色が黒い全体に付いているイメージとなっている。

造形
造形はスタートレインが担当。スーツは1着のみで、頭部をアップ用とアクション用に差し替えることが可能となっている。造形物はスーツのほか、全身のスーツと同一の型から作られ、肩など一部の形状が変化するためのギミックが取り付けられた、変身時の「中間体」と呼ばれるアップ用の上半身ギニョールも製作された。このダミーは両肩の頭部が半分ではなく、1つずつの顔になっている。
造形物は、スーツ、中間体とも2023年の時点で現存が確認されている。

撮影・演出
スーツアクターは中川素州。中川は「モンスターX」が仮称だと思っており、撮影終盤に製作の富山省吾に名前はないのか訪ねたところ、「このままいく」と伝えられたという。
ゴジラとモンスターXの戦闘シーンでは、監督の北村龍平の意向により、公開当時全盛期であった総合格闘技のテイストで、これまでにない派手なアクションが目指された。中川は、喜多川務から岡元次郎でやってほしいと要望されたという。無駄のないスプリンターのような俊敏さを意識した走り方にするなど、等身大怪人の感覚でいるように心がけたという。尾はピアノ線で操演している。

## カイザーギドラ
地球人の反撃によってX星人が全滅したあと、モンスターXが強化変身を遂げた最強の宇宙怪獣。戦闘力はキングギドラをしのぐ。両肩の顔が中から膨らんで外骨格が外れ、3本の首が伸びて角が生えて4本の太い脚を持つ巨体となり、背中から2枚の翼が生えて体色が金色と黒色に変態する。
3本の首の口から放つ反重力光線デストロイド・カイザーは、重力を狂わせて標的を空中に舞い上げ、そのまま地面に叩きつける攻撃だけでなく、相手の攻撃から身を守るバリアとしても使える。また、左右の首を両腕代わりにして相手を押さえつける、3つの頭部すべてによる噛み付き攻撃で同時にエネルギーを吸収するといった戦法を取り、相手を苦しめる。
頭の角の数や形状と生え方および首のひれの形状は、それぞれの首で異なる。なお、モンスターXの額には三日月型の角があったが、変身後の額に相当する中央の首にはそれがない（左の首の額に三日月型ではないが、そこから角が生えている）。また、キングギドラの首の根元は、左右が前方に付く一方で中央が後方に付く配置だったが、カイザーギドラは逆に中央が手前に付いているほか、4足歩行となっている。設定では飛行も可能とされているが、翼は巨大ではあるもののキングギドラやデスギドラよりも巨体に比べて小さく、劇中では飛行能力の有無は描かれていない。モンスターXが5本指であったのに対してカイザーギドラは4本指になっており、2本の細い尻尾は恐竜ではなく哺乳類に似た印象となっている。
X星人の全滅と同時にモンスターXからカイザーギドラへの変身を遂げ、持ち前の巨躯とデストロイド・カイザーを武器としてゴジラを圧倒したうえ、噛みついてエネルギーを吸収することで瀕死の状態にまで追い込む。しかし、尾崎が自身の超能力「カイザーエネルギー」を新・轟天号のメーサー砲に注入して発射したG粒子メーサー砲を浴びたゴジラは力を取り戻し、反撃に転じる。カイザーギドラは噛みつきを振りほどいたゴジラの至近からの放射熱線によって中央の首を吹き飛ばされ、左側の首がデストロイド・カイザーを放つがゴジラに右側の首を盾にされたことにより、右側の首も消失する。その後は攻守が逆転し、ゴジラに先ほどの意趣返しのごとく一方的に攻撃された挙句に空中へ放り投げられた直後、バーニングGスパーク熱線を浴びせられて宇宙空間まで吹き飛ばされ、爆散した。

### 制作（カイザーギドラ）
モンスターXについては劇場公開前に公表されていたが、カイザーギドラはその存在が秘匿されており、劇場公開前の時点では写真などの資料は公開されていなかった。撮影時もスーツは厳重に管理され、スタッフ以外の者によるステージへの出入りは禁止、関係者による見学は不可とされるなど、情報が漏えいしないよう厳戒体制が敷かれていた。
名称
名前はドイツ語で皇帝を意味する「Kaiser」から。ギドラ族の最上級怪獣として位置づけられており、キングギドラに似たフォルムをしている。劇中では、変身の前後とも名前を呼ばれない。
デザイン画での仮称は「X」最終型、造形での仮称はモンスターX2であった。
カイザーギドラの名は、『ゴジラvsキングギドラ』（1991年）の続編案や『ゴジラvsスペースゴジラ』（1994年）の企画案などでも、キングギドラの上位種の名称として用いられていた。

デザイン
デザインはキングギドラのアレンジであるが、寺田はキングギドラのオマージュではなくオリジナルの怪獣としてデザインしたといい、従来のキングギドラに観られた全身の規則正しい鱗が存在しないディテールとなった。また、モンスターXと同様に黒味が身体にあるものとなった。なお、背後と斜めのデザインラフも描かれている。
寺田はモンスターXが動ける分、カイザーギドラは動けなくてもいいのでデカくしようと北村に主張したと語っている。

造形
造形はモンスターズが担当。スーツは1体が製作された。監督の北村からの要望で大きめに造形されている。造型の際に各部のバランスが調整されている。スーツは、安全性に配慮して3分割構造となっている。中に2人が入る大型のスーツでありながら軽量であったとされる。頭部は1つの原型から作られ、ツノや大小の突起などを仕上げの段階で変えて区別化している。脚はスーツアクターの足に合わせたサイズの長靴に、ウレタンで形を作っている。また、試着を兼ねたテスト時にパールブルーを黒い部分に足している。ゴジラを踏みつけるシーンでは、前脚部分だけが用いられた。
ゴジラに噛みつくシーンでは、手を入れる中央の頭部と首のみのギニョールも用いられた。操演助手の高木智之がギニョールを演じ、外部のレバーでプロポを改造した口の開閉ギミックを操作している。当初はスーツアクターがスーツの中でハンドルによって首を動かす仕組みを考えていたが、重いスーツを支えることに精一杯でその操作は危険との判断から、中のハンドルが撤去された。
若狭は、『モスラ3』でキングギドラの造形に数週間かかった経験から早い段階でキングギドラを制作し始めていたが、最終的にキングギドラではなくカイザーギドラが登場することとなり、このキングギドラの造形物は作業途中でお蔵入りとなった。
造形物は、スーツもギニョールも2023年時点で現存が確認されている。

撮影・演出
スーツアクターは中川素州、小倉敏博で、胴体の前後に2人が入る。中川が前方、小倉が後方に入り、中川が前脚、小倉が後脚を担当したという。アップの撮影時には、中川が3つの頭部を操っている。
スーツのフィッティングは行われず、初めて現場で中に入ったという。ワイヤーが胴体、3本の首、2枚の羽根などあらゆる場所についており、それらの操作と息を合わせて動くのが大変であったという。
撮影では多人数による操演を必要とする。操演を担当した鳴海聡は、カイザーギドラが走るシーンを綺麗にできたことに感動したが、うまくいくとは想定されていなかったため、短いカットとなったことを惜しんでいる。
モンスターXから変態するシーンでは、デジタルでのモーフィングを使わず、皮膚のラテ皮に空気を送って膨らませるように動かしている。

## 遊技機に登場するカイザーギドラ

### 『P ゴジラ対エヴァンゲリオン セカンドインパクト G』のカイザーギドラ
2024年稼働のフィールズのパチンコ『P ゴジラ対エヴァンゲリオン セカンドインパクト G』に登場。
2022年稼働の『P ゴジラ対エヴァンゲリオン〜G細胞覚醒〜』に登場したキングギドラと同じく、X星人に操られてビル街に飛来し、デストロイド・カイザーだけでなくA.T.フィールドも用いてエヴァンゲリオン初号機やゴジラと交戦する。